# Győrújbarát, Győr-Moson-Sopron
Győrújbarát  este un sat în districtul Győr, județul Győr-Moson-Sopron, Ungaria, având o populație de 5.774 de locuitori (2011). 

## Demografie
Componența etnică a satului Győrújbarát
     Maghiari (96,7%)
     Germani (1,83%)
     Necunoscut (1,11%)
     Alții (0,36%)
Componența confesională a satului Győrújbarát
     Romano-catolici (54,3%)
     Fără religie (10,32%)
     Luterani (7,34%)
     Reformați (2,93%)
     Atei (1,28%)
     Necunoscută (23,52%)
     Alte religii (1,59%)
Conform recensământului din 2011, satul Győrújbarát avea 5.774 de locuitori. Din punct de vedere etnic, majoritatea locuitorilor (96,7%) erau maghiari, cu o minoritate de germani (1,83%). Apartenența etnică nu este cunoscută în cazul a 1,11% din locuitori.  Din punct de vedere confesional, majoritatea locuitorilor (54,3%) erau romano-catolici, existând și minorități de persoane fără religie (10,32%), luterani (7,34%), reformați (2,93%) și atei (1,28%). Pentru 23,52% din locuitori nu este cunoscută apartenența confesională.